# منافسة كرة القدم بين الأرجنتين وهولندا
كان أول لقاء بين الأرجنتين وهولندا في مباراة ودية في مايو 1974 وانتهى 4–1 لصالح هولندا، ثم التقى الفريقان مجددًا بعد شهر واحد فقط في مرحلة المجموعات من كأس العالم 1974 وفازت هولندا 4–0. منذ ذلك الحين، أصبحت المواجهة بين الفريقان واحدة من أكثر المواجهات شيوعًا في كأس العالم، حيث التقيا 6 مرات في البطولة.

## قائمة المباريات
| #  | التاريخ        | المكان            | المدينة    | الفائز    | النتيجة               | المسابقة              | الأهداف                                       |
| -- | -------------- | ----------------- | ---------- | --------- | --------------------- | --------------------- | --------------------------------------------- |
| 1  | 26 مايو 1974   | الملعب الأولمبي   | أمستردام   | هولندا    | 4–1                   | مباراة ودية           |                                               |
| 2  | 26 يونيو 1974  | ملعب بارك شتاديون | غلزنكيرشن  | هولندا    | 4–0                   | كأس العالم 1974       | هولندا: كرويف (2)، كرول، ريب                  |
| 3  | 25 يونيو 1978  | ملعب مونومنتال    | بوينس آيرس | الأرجنتين | 3–1 (ب.و.إ.)          | نهائي كأس العالم 1978 | الأرجنتين: كيمبس (2)، بيرتوني هولندا: نانينغا |
| 4  | 22 مايو 1979   | ملعب ونكدورف      | برن        | التعادل   | 0–0 (8–7 ج.)          | مباراة ودية           | —                                             |
| 5  | 4 يوليو 1998   | ملعب فيلودروم     | مارسيليا   | هولندا    | 2–1                   | كأس العالم 1998       | الأرجنتين: لوبيز هولندا: كلويفرت، بيركامب     |
| 6  | 31 مارس 1999   | أمستردام أرينا    | أمستردام   | التعادل   | 1–1                   | مباراة ودية           | الأرجنتين: باتيستوتا هولندا: ديفيدز           |
| 7  | 12 فبراير 2003 | أمستردام أرينا    | أمستردام   | هولندا    | 1–0                   | مباراة ودية           | هولندا: فان برونكهورست                        |
| 8  | 21 يونيو 2006  | فالدستاديون       | فرانكفورت  | التعادل   | 0–0                   | كأس العالم 2006       | —                                             |
| 9  | 9 يوليو 2014   | أرينا كورينثيانز  | ساو باولو  | التعادل   | 0–0 (ب.و.إ.) (4–2 ج.) | كأس العالم 2014       | —                                             |
| 10 | 9 ديسمبر 2022  | استاد لوسيل       | لوسيل      | التعادل   | 2–2 (4–3 ج.)          | كأس العالم 2022       | الأرجنتين: مولينا، ميسي هولندا: فيغورست (2)   |